# José Melitón Chávez
José Melitón Chávez (Romera Pozo, 2 luglio 1957 – San Miguel de Tucumán, 25 maggio 2021) è stato un vescovo cattolico argentino.

## Biografia
José Melitón Chávez nacque a Romera Pozo, nel dipartimento di Leales, il 2 luglio 1957.

### Formazione e ministero sacerdotale
Frequentò le scuole primarie a Lastia e a San Miguel de Tucumán e successivamente la Escuela de Comercio Nº 2 di San Miguel de Tucumán. In seguito conseguì la laurea in filosofia presso l'Università Nazionale di Tucumán. Compì gli studi di teologia presso il seminario arcivescovile "Nostra Signora della Mercede e San Giuseppe" di San Miguel de Tucumán.
Il 29 novembre 1985 fu ordinato presbitero per l'arcidiocesi di Tucumán da monsignor Horacio Alberto Bózzoli nella cattedrale arcidiocesana. In seguito fu vicario parrocchiale di La Victoria a San Miguel de Tucumán e San Isidoro Lavoratore a Lules dal 1986 al 1987; assistente ecclesiastico della Caritas arcidiocesana dal 1987 al 1988; parroco delle parrocchie di San Giuseppe e del Salvatore dal 1988 al 1995; cappellano dell'Hogar Escuela Eva Perón dal 1989 al 1990; decano del II decanato dal 1994 al 1996; formatore e vice-rettore del seminario "Nostra Signora della Mercede e San Giuseppe" di San Miguel de Tucumán dal 1996 al 2000; assessore del dipartimento giovanile dell'Azione Cattolica nell'arcidiocesi di Tucumán per un breve periodo nel 1999; vicario generale dal 2000 al 2011; rettore del seminario "Nostra Signora della Mercede e San Giuseppe" dal 2007 al 2011; vicario episcopale per solidarietà e gli affari sociali dal 2012 e parroco della parrocchia del Salvatore a San Miguel de Tucumán dal 2013.
Fu anche membro del consiglio presbiterale e del collegio dei consultori.
Il 7 ottobre 2000 papa Giovanni Paolo II gli conferì il titolo onorifico di prelato d'onore di Sua Santità.

### Ministero episcopale
Il 17 ottobre 2015 papa Francesco lo nominò vescovo di Añatuya. Ricevette l'ordinazione episcopale il 4 dicembre successivo nell'arena "Padre Suárez Aroldo" di Añatuya dal vescovo di Villa de la Concepción del Río Cuarto Adolfo Armando Uriona, co-consacranti il cardinale Luis Héctor Villalba, arcivescovo emerito di Tucumán, e l'arcivescovo metropolita della stessa arcidiocesi Alfredo Horacio Zecca.
Nel maggio del 2019 compì la visita ad limina.
Il 16 ottobre 2019 papa Francesco lo nominò vescovo coadiutore di Concepción. Il 19 marzo dell'anno successivo succedette alla medesima sede.
In seno alla Conferenza episcopale argentina fu membro della commissione per la pastorale sociale.
A fine aprile del 2021 contrasse il nuovo coronavirus SARS-CoV-2. Era stato già contagiato dal virus nel settembre del 2020. Qualche giorno dopo venne ricoverato all'Hospital Centro de Salud Zenón J. Santillán di San Miguel de Tucumán. Nei giorni successivi le sue condizioni peggiorarono gradualmente. Morì alle 23:30 del 25 maggio all'età di 63 anni per COVID-19. Le esequie si tennero il giorno successivo nella cattedrale dell'Immacolata Concezione di Concepción e furono presiedute da monsignor Carlos Alberto Sánchez, arcivescovo metropolita di Tucumán. Erano presenti anche l'arcivescovo metropolita di Salta Mario Antonio Cargnello, il vescovo di Catamarca Luis Urbanc, il vescovo di Añatuya José Luis Corral, il vescovo ausiliare di Tucumán Roberto José Ferrari e il vescovo emerito di Concepción José María Rossi. Al termine del rito la salma fu sepolta nello stesso edificio.

## Genealogia episcopale e successione apostolica
La genealogia episcopale è:
- Cardinale Scipione Rebiba
- Cardinale Giulio Antonio Santori
- Cardinale Girolamo Bernerio, O.P.
- Arcivescovo Galeazzo Sanvitale
- Cardinale Ludovico Ludovisi
- Cardinale Luigi Caetani
- Cardinale Ulderico Carpegna
- Cardinale Paluzzo Paluzzi Altieri degli Albertoni
- Papa Benedetto XIII
- Papa Benedetto XIV
- Papa Clemente XIII
- Cardinale Bernardino Giraud
- Cardinale Alessandro Mattei
- Cardinale Pietro Francesco Galleffi
- Cardinale Giacomo Filippo Fransoni
- Cardinale Carlo Sacconi
- Cardinale Edward Henry Howard
- Cardinale Mariano Rampolla del Tindaro
- Cardinale Antonio Vico
- Arcivescovo Filippo Cortesi
- Arcivescovo Zenobio Lorenzo Guilland
- Vescovo Anunciado Serafini
- Cardinale Antonio Quarracino
- Papa Francesco
- Vescovo Adolfo Armando Uriona, F.D.P.
- Vescovo José Melitón Chávez

La successione apostolica è:
- Vescovo José Luis Corral, S.V.D. (2019)